# Maanfuselier
De maanfuselier (Caesio lunaris) is een straalvinnige vis uit de familie van Caesionidae, orde baarsachtigen (Perciformes), die voorkomt in het westen van de Indische Oceaan, het oosten van de Indische Oceaan en het noordwesten en de Grote Oceaan.

## Beschrijving
Caesio lunaris kan een lengte bereiken van 40 centimeter.
De vis heeft één rugvin en één aarsvin. Er zijn 10 stekels en 13 tot 15 vinstralen in de rugvin en 3 stekels en 10 vinstralen in de aarsvin.

## Leefwijze
Caesio lunaris is een zoutwatervis die voorkomt in tropische wateren. De soort is voornamelijk te vinden rond koraalriffen.
Het dieet van de vis bestaat hoofdzakelijk uit zoöplankton.

## Relatie tot de mens
Caesio lunaris is voor de visserij van beperkt commercieel belang. De soort staat niet op de Rode Lijst van de IUCN.